# Hvor ska' vi sove i nat
"Hvor ska' vi sove i nat?" er en sang af den danske popduo Laban, fra albummet Laban. Sangen blev udgivet som første single fra duoens første album i 1982. Det er en dansk version af den italienske sang "Sarà perché ti amo" med dansk tekst af Ivan Pedersen. "Hvor ska' vi sove i nat?" var produceret af Tommy Seebach og Cai Leitner.
Debuten med "Hvor ska' vi sove i nat?" var en overvældende succes og solgte mere end 1 million eksemplarer.

## Baggrund og indspilning
I 1981 fik pladeselskabsmand Cai Leitner på EMI tilsendt singlen "Sarà perché ti amo" fra den italienske popgruppe Ricchi e Poveri. Leitner mente sangen havde hitpotentiale, og besluttede at lave en dansk version. Tilfældigt hørte Leitner sangeren Ivan Pedersen øve en sang i et studie sammen med en anden sangerinde. Leitner bad Ivan Pedersen skrive en dansk tekst til "Sarà perché ti amo", som blev til "Hvor ska' vi sove i nat?". Herefter indspillede Tommy Seebach, der var "in-house-producer" på EMI, sangen med vokaler af Ivan Pedersen og sangerinden Lecia Jønsson, der var tilknyttet EMI. Da begge sangere var involveret i andre projekter, besluttede de i samråd med pladeselskabet at udsende singlen under et andet navn. Tommy Seebach foreslog navnet Laban, inspireret af Abba, hvori der også indgik to a'er.

## Udgivelse
Sangen blev udgivet i 1982 på en 7" vinyl-single (EMI – 006-3941) med "Hvad er galt med mig" (skrevet af Ivan Pedersen og Torben Lendager) som B-side.
Sangen er tillige udgivet på 12"-single og er medtaget på opsamlingsalbummerne Laban's bedste (sic!) fra 1985, De Største Narrestreger fra 1997, The Collection (2000), De 36 Bedste Narrestreger (2009) og på Komplet & Rariteter (2010). 

## Covers
"Hvor ska' vi sove i nat?" er i sig selv et cover af "Sarà perché ti amo", blot med dansk tekst. Labans udgave er dog også indspillet af gruppen Discofil i 1994.
Sangen med den danske tekst blev også indspillet af den norske gruppe Picazzo med den danske tekst oversat til norsk og udgivet som titelsangen på gruppens album Hvor Skal Vi Sove i Natt fra 2007.